# Mistrzostwa Ameryki w Piłce Ręcznej Kobiet 1999
Mistrzostwa Ameryki w Piłce Ręcznej Kobiet 1999 – piąte mistrzostwa Ameryki w piłce ręcznej kobiet, oficjalny międzynarodowy turniej piłki ręcznej o randze mistrzostw kontynentu organizowany przez PATHF mający na celu wyłonienie najlepszej żeńskiej reprezentacji narodowej w Ameryce. Odbył się w dniach 29 marca – 3 kwietnia 1999 roku w Buenos Aires. Tytułu zdobytego w 1997 roku broniła reprezentacja Brazylii. Mistrzostwa były jednocześnie eliminacjami do MŚ 1999.
W zawodach zwyciężyła Brazylia, wraz z pozostałymi medalistami kwalifikując się do turnieju finałowego mistrzostw świata.

## Faza grupowa
| 30 marca 1999 | Urugwaj | 15:8(7:4) | Grenlandia | Buenos Aires |
| 30 marca 1999 |         | 15:8(7:4) |            | Buenos Aires |

| 30 marca 1999 | Brazylia | 25:22 | Kuba | Buenos Aires |
| 30 marca 1999 |          | 25:22 |      | Buenos Aires |

| 30 marca 1999 | Argentyna | 38:15 | Kolumbia | Buenos Aires |
| 30 marca 1999 |           | 38:15 |          | Buenos Aires |

| 31 marca 1999 | Brazylia | 51:9(26:3) | Kolumbia | Buenos Aires |
| 31 marca 1999 |          | 51:9(26:3) |          | Buenos Aires |

| 31 marca 1999 | Kuba | 21:18(7:9) | Urugwaj | Buenos Aires |
| 31 marca 1999 |      | 21:18(7:9) |         | Buenos Aires |

| 31 marca 1999 | Argentyna | 31:17(16:9) | Grenlandia | Buenos Aires |
| 31 marca 1999 |           | 31:17(16:9) |            | Buenos Aires |

| 1 kwietnia 1999 | Kuba | 55:9(26:6) | Kolumbia | Buenos Aires |
| 1 kwietnia 1999 |      | 55:9(26:6) |          | Buenos Aires |

| 1 kwietnia 1999 | Brazylia | 24:17(10:10) | Grenlandia | Buenos Aires |
| 1 kwietnia 1999 |          | 24:17(10:10) |            | Buenos Aires |

| 1 kwietnia 1999 | Argentyna | 22:21(11:10) | Urugwaj | Buenos Aires |
| 1 kwietnia 1999 |           | 22:21(11:10) |         | Buenos Aires |

| 2 kwietnia 1999 | Urugwaj | 43:7(18:3) | Kolumbia | Buenos Aires |
| 2 kwietnia 1999 |         | 43:7(18:3) |          | Buenos Aires |

| 2 kwietnia 1999 | Kuba | 22:21(15:9) | Grenlandia | Buenos Aires |
| 2 kwietnia 1999 |      | 22:21(15:9) |            | Buenos Aires |

| 2 kwietnia 1999 | Brazylia | 20:15 | Argentyna | Buenos Aires |
| 2 kwietnia 1999 |          | 20:15 |           | Buenos Aires |

| 3 kwietnia 1999 | Grenlandia | 39:18(19:8) | Kolumbia | Buenos Aires |
| 3 kwietnia 1999 |            | 39:18(19:8) |          | Buenos Aires |

| 3 kwietnia 1999 | Brazylia | 28:17(17:8) | Urugwaj | Buenos Aires |
| 3 kwietnia 1999 |          | 28:17(17:8) |         | Buenos Aires |

| 3 kwietnia 1999 | Kuba | 20:20 | Argentyna | Buenos Aires |
| 3 kwietnia 1999 |      | 20:20 |           | Buenos Aires |

## Klasyfikacja końcowa
| Miejsce | Reprezentacja | Uwagi          |
| ------- | ------------- | -------------- |
| złoto   | Brazylia      | awans: MŚ 1999 |
| srebro  | Kuba          | awans: MŚ 1999 |
| brąz    | Argentyna     | awans: MŚ 1999 |
| 4       | Urugwaj       | -              |
| 5       | Grenlandia    | -              |
| 6       | Kolumbia      | -              |